# Мультипарадигмальность социологии
Мультипарадигмальность (полипарадигмальность) социологии (от лат. multum — «множество» + др.-греч. παράδειγμα — «пример, модель, образец») подразумевает возможность рассмотрения реальности с разных точек зрения и отсутствия у неё единой социологической теории.
Современная социологическая наука пребывает в условиях симбиоза и конкуренции целого ряда парадигм общественного знания. Данное явление и носит имя «мультипарадигмальность». Существование в социологии множества различных парадигм, и, как следствие, огромного разнообразия направлений, является её отличительной чертой на каждом этапе становления и развития — с зарождения до наших дней. Мультипарадигмальность является неотделимой, природной формой существования социологии как собирательного учения о социуме. В социологии не используется какой-то один, особый, исследовательский метод. Данная наука допускает разные как концептуальные, так и методологические подходы.

## Парадигмы в науке
После выхода в 1962 году книги Томаса Куна «Структура научных революций» в философии науки довольно быструю популярность приобрёл подход, согласно которому функционирование научного знания определяется парадигмами, представляющими собой, по словам Куна, «признанные всеми научные достижения, которые в течение определённого времени дают модель постановки проблем и их решений научному сообществу». Процесс развития любой науки заключается в смене одной научной парадигмы другой, происходящий путём научных революций. При этом в период эволюционного развития науки доминирует одна-единственная парадигма.

Применительно к социологии известный российский учёный Владимир Александрович Ядов определяет парадигму как: 
«такое системное представление о взаимосвязях различных теорий, которое включает: (а) принятие некоторой общей для данных теорий философской („метафизической“) идеи о социальном мире с ответом на критериальный вопрос: что есть „социальное“? (б) признание некоторых общих принципов, критериев обоснованности и достоверности знания относительно социальных процессов и явлений и, наконец, (в) принятие некоторого общего круга проблем, подлежащих или не подлежащих исследованию в рамках данной парадигмы».
Однако в истории социологии сложно найти период, отвечающий главному признаку наличия в научном сообществе устоявшейся парадигмы: применению научным сообществом при формулировании и решении исследовательских проблем универсальной концепции описания и объяснения исследуемых явлений на основе работ, признаваемых им классическими и выступающих в качестве эталона. Такого единства мнений не наблюдалось никогда. Данная ситуация, по мнению Томаса Куна, может свидетельствовать либо о том, что наука ещё не состоялась в качестве институциональной, либо о её нахождении в состоянии кризиса. Однако уже в 70-е годы XX века американским социологом Джорджем Ритцером было выдвинуто предположение, что социология не находится в перманентном кризисе, а относится к числу мультипарадигмальных наук. В социологии появление новых парадигм не приводит к замене прежних с их последующим исчезновением, а лишь увеличивает их общее число.
Данная особенность социологии интерпретируется Андреем Григорьевичем Здравомысловым в качестве следствия признания ей «многослойности социальной реальности» (по сути, собственного предмета). Причиной этого является то, что каждое общество в своём новом состоянии сохраняет в себе «прежние свои состояния с их интересами, ценностными установками, символическими рядами...». При этом за объективной реальностью стоит субъективная, в которой каждое действующее лицо вкладывает свой смысл и значение. Однако изменение смыслов в обоих слоях реальности не влияет на основную задачу науки — адекватное их понимание, что и способствует сохранению прежних социологических традиций. Таким образом, парадигмы и теории в социологии не взаимоисключают, а взаимодополняют друг друга, так как в рамках любой парадигмы изучается лишь свой специфический срез реальности.

## Классификация социологических парадигм
Принципиальным вопросом для мультипарадигмальности социологии является различение понятий «социологическая парадигма» и «социологическая теория», объединение некой совокупности последних и позволяет говорить о парадигме. Многообразие парадигм, которые как использовались в социологии ранее, так и используются на данный момент, так велико, что образовалась потребность их классификации. Как отмечал американский учёный Алвин Гоулднер, при классификации парадигм следует исходить не только и не столько из декларируемых социологами исследовательских принципов, сколько из латентных (скрытых) и не сформулированных установок, которым они следуют на практике.

### Отечественная
На данный момент максимально востребованными классификациями в отечественном научном мире выступают две. Между собой они довольно-таки близки. Одна из них касается нынешнего состояния в обществе, выделяя следующие группы парадигм:
1. Парадигмы «структурные»
2. Парадигмы интерпретативные

Первая группа является рядом социологических направлений, которые также можно идентифицировать в свою очередь с менее общими (крупными) парадигмами. В данный перечень можно внести структурный функционализм и конфликтосоциологию; во второй же отведено место направлениям и парадигмам символического интеракционизма, феноменологической социологии и этнометодологии.

### Зарубежная
Схожей с уже упомянутой классификацией является другая, предложенная Джорджем Ритцером. Классификация этого американского социолога более точно соответствует текущему положению дел, а также является более полной и подробной.
Автором классификации было выделено три главных парадигмы западной социологии:
1. Фактуалистическая — является полным соответствием группе парадигм, что уже были упомянуты в прошлой классификации «структурными». Фактуалистическая относится к макросоциологическим парадигмам.
2. Дефиниционистская — это полное соответствие комплексу парадигм, упомянутых в предыдущей классификации, тем, что были названы интерпретативными. Данная парадигма, в отличие от предыдущей, уже является микросоциологической.
3. Бихевиористская парадигма. Иногда упоминается как «Парадигма социального бихевиоризма». Главными представителями являются такие социологические направления как, например, теория социального обмена и собственно бихевиористская социология. Так же, как и предыдущая, является микросоциологической парадигмой.

## Симбиоз и конкуренция парадигм
Беря во внимание две приведённые выше классификации существующие на сегодняшний день в мире, с социологической мыслью, согласно которой социологическая наука проявляет себя в полной мере лишь благодаря мультипарадигматичности, не только можно, но и нужно соглашаться. Одновременно с этим верно и мнение, что представленных парадигм недостаточно, чтобы хотя бы с какой-то полнотой представить весь необъятный мультипарадигмальный характер науки социологии вообще и её современного положения в частности. Бытует мнение, что данное представление не будет являться полным, если умолчать о следующих социологических парадигмах: позитивистской и антипозитивистской, а так же о родственных им сциентистской и антисциентистской парадигмах.
Учёт парадигм, что непосредственно связаны с признанием детерминирующей роли в социальной жизни различных факторов, несомненно важен, особенно если рассматривать «мультипарадигмальность» в социальной науке в её историческом контексте, другими словами, в контенте исторического развития социологии как науки, представляющей из себя череду разнообразных парадигм фундамента науки об общественной жизни.
Активное взаимодействие и преемственность социологических идей, которые были выдвинуты различными направлениями и социологическими школами, является основой научного прогресса в области социального знания. Имеют право на существование различные видения общественной жизни, априори предполагающие разнообразные, зачастую противоборствующие трактовки положения вещей и общественных реалий.

## Критика

### Редукционизм и догматизм социологических теорий (А. Балог)
Австрийский социолог Андреас Балог, основываясь на тезисе об определённости состояния мультипарадигмальности, прежде всего, ограничениями самих теорий, исходящих из их базовых положений, согласно которым анализу подлежат лишь подходящие им социальные феномены или их определённые стороны, что, следовательно, не позволяет делать всесторонний анализ реальности в рамках одной концепции. Однако, там, где одни специалисты видят в мультипарадигмальности возможность компенсации и преодоления этих теоретических ограничений, Балог отмечает, что «Отдельные теории слишком разные по масштабам своих притязаний, чтобы стать вкладом в единое целое». А главную угрозу он видит «в сведении социальных феноменов до категорий, заложенных в теории». Таким образом, многомерная социальная реальность остается без адекватного социологического изучения. Из-за конкуренции между теоретическими концепциями возникает ситуация, их подход к эмпирическим фактам, приводит к возникновению «догматических сект», исключающих плодотворные научные дискуссии и ставящих под вопрос целостность науки.